# Alan Meredith Williams
Alan Meredith Williams (* 22. August 1909; † 2. Dezember 1972) war ein britischer Diplomat. Er amtierte unter anderem als Botschafter in Panama und Spanien.

## Leben und Tätigkeit
Williams wurde an der Berkhamsted School und am Pembroke College der University of Cambridge ausgebildet. Anschließend trat er in den britischen diplomatischen Dienst ein: Am 5. Dezember 1932 wurde er zum Vizekonsul auf Probe in San Francisco ernannt. Zum 11. Januar 1934 wurde er nach Colón in Panama versetzt. Im selben Jahr wurde er zum fest bestallten Vizekonsul erhoben und zum 23. April 1934 zum regulären Vizekonsul in Colon ernannt.
Vom 7. Dezember 1935 bis zum 25. April 1936 fungierte Williams als geschäftsführender Vizekonsul in Paris. Zum 7. Januar 1936 wurde er nach Hamburg versetzt, wo er bis 1939 als Vizekonsul tätig war. Während dieser Jahre vertrat er als geschäftsführender Generalkonsul während der Jahre 1936, 1937, 1938 und 1939 wiederholt den regulären Generalkonsul. Nach dem Ausbruch des Zweiten Weltkrieges wurde Williams kurzzeitig von den deutschen Behörden interniert und dann über die Grenze nach Belgien abgeschoben. Am 6. November wurde er zum Vizekonsul im niederländischen Rotterdam ernannt.
Zum 29. Mai 1940 wurde Williams nach Reykjavík versetzt, wo er bis 1943 verblieb. Während der Jahre 1941 und 1942 fungierte er wiederholt als geschäftsführender Generalkonsul. Anschließend wirkte er ab dem 8. Mai 1943 an der britischen Vertretung in Dakar, bevor er zum 31. Juli 1941 nach Léopoldville versetzt wurde. Zum 1. Februar 1944 wurde er zum britischen Hauptwirtschaftsvertreter (Chief Economic Representative) dort ernannt.
Nach Kriegsende gehörte Williams der britischen Kontrollkommission für Österreich an. Infolgedessen wurde er am 19. Mai 1945 zum britischen Konsul in Wien ernannt. Zum 5. Juni 1947 wurde er nach Bagdad versetzt und von dort zum 2. August 1949 ins Foreign Office. Zu dieser Zeit wurde er zum Beamten der Stufe 6 (Grade 6 Officer) befördert und zum 10. Oktober 1950 mit dem Rang eines Councellors zum stellvertretenden Generalkonsul in New York ernannt. Am 21. August 1953 folgte seiner Versetzung als Generalkonsul in Tunis.
Während der Jahre 1956 bis 1960 bekleidete Williams den Posten eines Inspekteurs der Einrichtungen des Auswärtigen Dienstes des Foreign Office in London (Inspector of Foreign Service Establishment).
1964 wurde Williams zum britischen Botschafter in Panama ernannt. Diesen Posten hatte er bis 1966 inne. Anschließend amtierte er von 1964 bis 1966 als britischer Botschafter in Spanien.

## Familie
1946 heiratete Williams Masha Pouschine, mit der er einen Sohn, Lawrence, und eine Tochter, Elizabeth, hatte.